# Common Booster Core
Il Common Booster Core (CBC) è lo stadio principale dei lanciatori Delta IV e del Delta IV Heavy, nel quale una coppia di CBC funge da razzi ausiliari. Misura 40,8 m in lunghezza e 5,1 m in larghezza ed è spinto dal motore RS-68 a idrogeno e ossigeno liquidi.. Il CBC consente di produrre modularmente i diversi razzi varianti del Delta IV riducendone i costi e trasportando un carico che va dagli 8.600 kg ai 25.800 kg. Ha compiuto il programma di test tra il 17 marzo e il 6 maggio 2001, mentre il primo volo ufficiale è avvenuto il 20 novembre 2002. Tipicamente, lo RS-68 da una spinta del 102% per i primi minuti del volo, per poi passare al 58% di spinta prima dello spegnimento del motore principale. Nella variante Heavy, circa 50 secondi dopo la partenza, la spinta del CBC principale viene ridotta al 58%, mentre i CBC aggiuntivi rimangono al 102%. Questo permette al CBC principale di conservare del propellente e bruciare più a lungo. Dopo la separazione dei due laterali, il CBC centrale ritorna al 102% della spinta, per poi rallentare al 58% prima dello spegnimento